# Rudge Whitworth
La Rudge Whitworth è stata una squadra ciclistica maschile italiana attiva dal 1904 al 1932. È stata una delle squadre più rappresentative dei primi anni della storia del ciclismo.
Il nome deriva dall'azienda britannica Rudge, costruttrice di biciclette, motociclette e radar . Nel corso del tempo la squadra ha assunto altre denominazioni, ma non ha mai cambiato proprietario.

## Storia
Pur non avendo mai ottenuto dei successi rilevanti, la squadra è molto conosciuta per aver lanciato tutti i primi campioni italiani del ciclismo: Battista Danesi, Luigi Ganna, Eberardo Pavesi, Carlo Galetti, Ernesto Azzini, Giovanni Cuniolo.
Dopo un lungo periodo di crisi optò per il ritiro dal ciclismo nel 1932; il suo massimo risultato sportivo fu il secondo posto al primo Giro d'Italia con Carlo Galetti.